# Gathynia lignata
Gathynia lignata är en fjärilsart som beskrevs av W. Warren 1897. Gathynia lignata ingår i släktet Gathynia och familjen Uraniidae. Inga underarter finns listade i Catalogue of Life.